# Habo kommunblock
Habo kommunblock var ett tidigare kommunblock i Skaraborgs län.

## Administrativ historik
Den 1 januari 1964 grupperades Sveriges 1006 dåvarande kommuner i 282 kommunblock som en förberedelse inför kommunreformen 1971. Habo kommunblock bildades då av Habo landskommun, Mullsjö landskommun samt en del av Fågelås landskommun (Brandstorps församling) i dåvarande Skaraborgs län. Kommunblocket hade vid bildandet 9 245 invånare.
1967 delades kommunblocken in i A-regioner och Habo kommunblock kom då att tillhöra Jönköpings a-region.
1971 ombildades landskommunerna i området till motsvarande enhetskommuner. 
1974 delades Fågelås kommun och Brandstorps församling fördes till Habo landskommun. Samtidigt upplöstes de flesta av kommunblocken i landet och endast tre kommunblock återstod, ett av dessa var Habo-Mullsjö kommunblock. Först 1980,  som det sista återstående kommunblocket i landet, upplöstes det utan att den tilltänkta blockkommunen hade bildats.